# Impuesto predial
El impuesto predial grava la propiedad o posesión de bienes inmuebles y predios (fincas), ya sea que tengan naturaleza urbana o rural. Estrictamente, una de sus características es la de ser un tributo sobre el valor del suelo, no sobre el de la edificación. Suele estar descentralizado, en favor de las provincias y municipios, como son, por ejemplo, los casos de México, España o Argentina. En Chile, por el contrario, tiene carácter completamente estatal, aunque posteriormente se reparte parcialmente, vía transferencias, a los municipios.

## Valor catastral o avalúo fiscal
El valor catastral es la tasación fijada por la administración fiscal que, en general, va a servir como base imponible, para fijar el impuesto predial.

## Distintos países
- Argentina : Impuesto Inmobiliario (Argentina)
- España: Impuesto sobre Bienes Inmuebles
- Colombia: Impuestos locales